# Heteromysis hopkinsi
Heteromysis hopkinsi är en kräftdjursart som beskrevs av Modlin 1984. Heteromysis hopkinsi ingår i släktet Heteromysis och familjen Mysidae. Inga underarter finns listade i Catalogue of Life.